# Scusate il mio fascino
Scusate il mio fascino è un album discografico del cantante pop italiano Piero Focaccia, pubblicato dall'etichetta discografica Centotre Records nel 1990.
Reinterpretazione dei più importanti successi discografici (usciti su 45 giri anni prima) di Piero Focaccia.

## Tracce
Lato A
1. Permette signora – 2:40 (Bruno Lauzi, Borgonovo)
2. Stessa spiaggia, stesso mare – 2:58 (Mogol, Piero Soffici)
3. Scusate il mio fascino – 3:36 (Carmelo Isgrò, Divit, Roberto Ramberti, Santi Isgrò)
4. Un grosso scandalo – 3:02 (Huon Donaldson, Luciano Beretta, Brown (Santi Isgrò))
5. Valentin Tango – 3:35 (Luciano Beretta, Edilio Capotosti)

Lato B
1. Santo Antonio Santo Francisco – 3:12 (Paolo Conte, Vito Pallavicini)
2. Chi rovina gli italiani – 3:02 (Bruno Lauzi)
3. Miguel son mi – 3:58 (Aldo Lossa, Romano Bertola)
4. Guarda che luna – 2:53 (Gualtiero Malgoni)
5. Buonasera signorina – 3:02 (Carl Sigman, Peter De Rose)

## Musicisti
- Piero Focaccia - voce, cori
- Emi Callina - cori[1]
- Vanda Radicchi - cori
- Altri musicisti non accreditati

Note aggiuntive
- Liking e Luigi Barioni - produzione discografica
- Carmelo Isgrò e Santi Isgrò - arrangiamenti e realizzazione
- Registrato presso lo Studio 119 di Milano (Italia)
- Roberto Baldan Bembo - ingegnere delle registrazione e del mixaggio
- Grazie a: Produx Milano per: Schecter, Sadowski, Ken Smith, SWR e Kitty Hawk[2]